# Parigné-sur-Braye
Parigné-sur-Braye là một xã thuộc tỉnh Mayenne trong vùng Pays de la Loire tây bắc nước Pháp. Xã này nằm ở khu vực có độ cao trung bình 56 mét trên mực nước biển.